# بخش راوچ
بخش راوچ (به اسپانیایی: Partido de Rauch) یک منطقهٔ مسکونی در آرژانتین است که در استان بوئنوس آیرس واقع شده‌است. بخش راوچ ۴٬۳۰۰ کیلومتر مربع مساحت و ۱۴٬۴۳۴ نفر جمعیت دارد.